# Перрі Кітчен
Перрі Кітчен (англ. Perry Kitchen, нар. 29 лютого 1992, Індіанаполіс) — американський футболіст, півзахисник клубу «Гартс».
Виступав, зокрема, за клуби «Чикаго Фаєр» та «Ді Сі Юнайтед», а також національну збірну США.

## Клубна кар'єра
Народився 29 лютого 1992 року в місті Індіанаполіс. Вихованець юнацьких команд футбольних клубів IMG Soccer Academy та «Університет Акрону».
У професійному футболі дебютував 2010 року виступами за молодіжну команду клубу «Чикаго Фаєр», в якій провів лише 1 матч. 
Своєю грою за цю команду привернув увагу представників тренерського штабу клубу «Ді Сі Юнайтед», до складу якого приєднався 2011 року. Відіграв за команду з Вашингтона наступні п'ять сезонів своєї ігрової кар'єри. Більшість часу, проведеного у складі «Ді Сі Юнайтед», був основним гравцем команди.
До складу клубу «Гартс» приєднався 2016 року. Відтоді встиг відіграти за команду з Единбурга 10 матчів в національному чемпіонаті.

## Виступи за збірні
Протягом 2010–2012 років залучався до складу молодіжної збірної США. На молодіжному рівні зіграв у 12 офіційних матчах.
2015 року дебютував в офіційних матчах у складі національної збірної США. Наразі провів у формі головної команди країни 4 матчі.
У складі збірної був учасником розіграшу Кубка Америки 2016 року у США.

## Статистика клубних виступів
| Сезон             | Команда           | Дивізіон          | Чемпіонат | Чемпіонат | Кубок | Кубок | Плей-оф | Плей-оф | Континентальні кубки | Континентальні кубки | Усього | Усього |
| Сезон             | Команда           | Дивізіон          | Ігор      | Голів     | Ігор  | Голів | Ігор    | Голів   | Ігор                 | Голів                | Ігор   | Голів  |
| ----------------- | ----------------- | ----------------- | --------- | --------- | ----- | ----- | ------- | ------- | -------------------- | -------------------- | ------ | ------ |
| «Чикаго Фаєр»     | 2010              | USL ПДЛ           | 1         | 0         | 0     | 0     | 0       | 0       | 0                    | 0                    | 1      | 0      |
| «Ді Сі Юнайтед»   | 2011              | MLS               | 31        | 1         | 0     | 0     | 0       | 0       | 0                    | 0                    | 31     | 1      |
| «Ді Сі Юнайтед»   | 2012              | MLS               | 32        | 0         | 2     | 0     | 4       | 0       | 0                    | 0                    | 38     | 0      |
| «Ді Сі Юнайтед»   | 2013              | MLS               | 31        | 1         | 5     | 0     | 0       | 0       | 0                    | 0                    | 36     | 1      |
| «Ді Сі Юнайтед»   | 2014              | MLS               | 30        | 5         | 0     | 0     | 0       | 0       | 1                    | 0                    | 31     | 5      |
| «Ді Сі Юнайтед»   | 2015              | MLS               | 33        | 3         | 0     | 0     | —       | —       | 0                    | 0                    | 33     | 3      |
| «Ді Сі Юнайтед»   | Разом             | Разом             | 158       | 10        | 7     | 0     | 4       | 0       | 1                    | 0                    | 169    | 10     |
| «Гартс»           | 2015–16           | Прем'єршип        | 10        | 0         | 0     | 0     | 0       | 0       | —                    | —                    | 10     | 0      |
| «Гартс»           | 2016–17           | Прем'єршип        | 0         | 0         | 0     | 0     | 0       | 0       | 2                    | 0                    | 2      | 0      |
| «Гартс»           | Разом             | Разом             | 10        | 0         | 0     | 0     | 0       | 0       | 2                    | 0                    | 12     | 0      |
| Усього за кар'єру | Усього за кар'єру | Усього за кар'єру | 168       | 10        | 7     | 0     | 4       | 0       | 3                    | 0                    | 181    | 10     |